# Mulino di Valderio
Il Mulino di Valderio fa parte del sito degli Antichi Mulini di Torreglia, nella provincia di Padova. Collocato in località Torreglia Alta, si affaccia lungo la strada un tempo denominata Contrà dei Molini, ora Via J. Facciolati, costeggiata per un breve tratto dal Rio Calcina.

## Storia

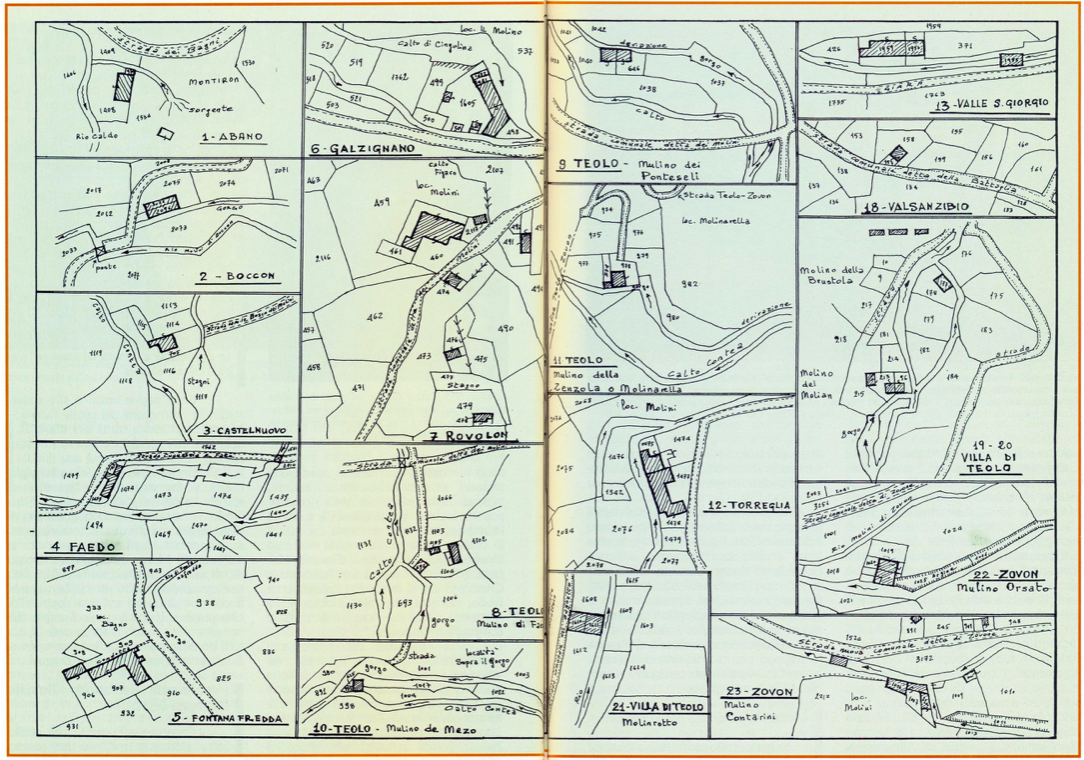
Planimetria degli impianti euganei, da mappe catastali del 1835.

Si tratta di uno degli edifici meglio conservati di tutto il territorio euganeo, la cui presenza viene attestata la prima volta nel 1165. Rimase in funzione fino a tardo Ottocento, quando la sostenuta industrializzazione nel territorio padovano provocò l'abbandono e la scomparsa della maggior parte dei mulini in collina, molti dei quali vennero adibiti ad abitazione oppure, come nel caso del mulino di Valderio, ad alberghi.
Oggi gli edifici sono stati restaurati e adibiti a struttura ricettiva: non presentano più le ruote che un tempo venivano azionate dall'adiacente corso d'acqua per macinare il grano; il mulino ha tuttavia mantenuto l'integrità architettonica di alcune strutture.

## Fonti

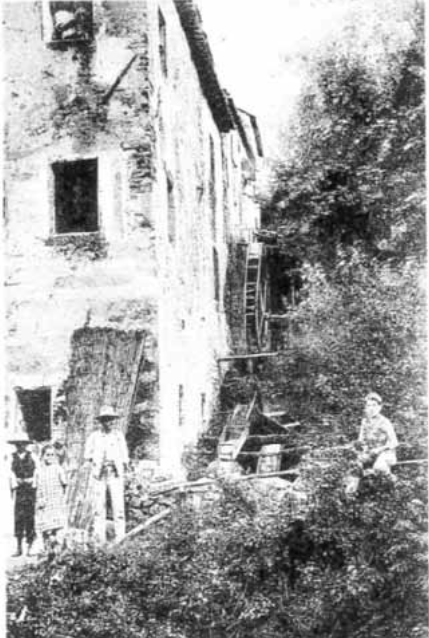
Fotografia storica del Mulino di Valderio.

Il territorio di Torreglia è da sempre contraddistinto della presenza di impianti molitori sin dall'epoca medievale.
L'esistenza dei mulini di Torreglia è attestata da documenti risalenti alla prima metà del XII secolo: ad esempio, vi sono attestazioni di documenti dove è testimoniato un passaggio di proprietà al Monastero di Praglia proprio in quegli anni. Il possesso delle "ruote" sui Colli Eugenei indicava ricchezza e potere sia per i proprietari che per i fittavoli, anche se la macinazione del grano non era garantita durante tutto l'anno a causa della fluttuazione della portata d'acqua del Rio Calcina.
Le fonti storiche diventano più dettagliate a partire dal XV secolo, quando gli impianti sul Rio Calcina si presentano con due poste molitore, ciascuna dotata di almeno una ruota.
Nel primo Cinquecento, i mulini passano sotto il controllo della famiglia padovana dei Candi e i monaci di S. Giustina di Padova.

## Mulini a "coppedello"

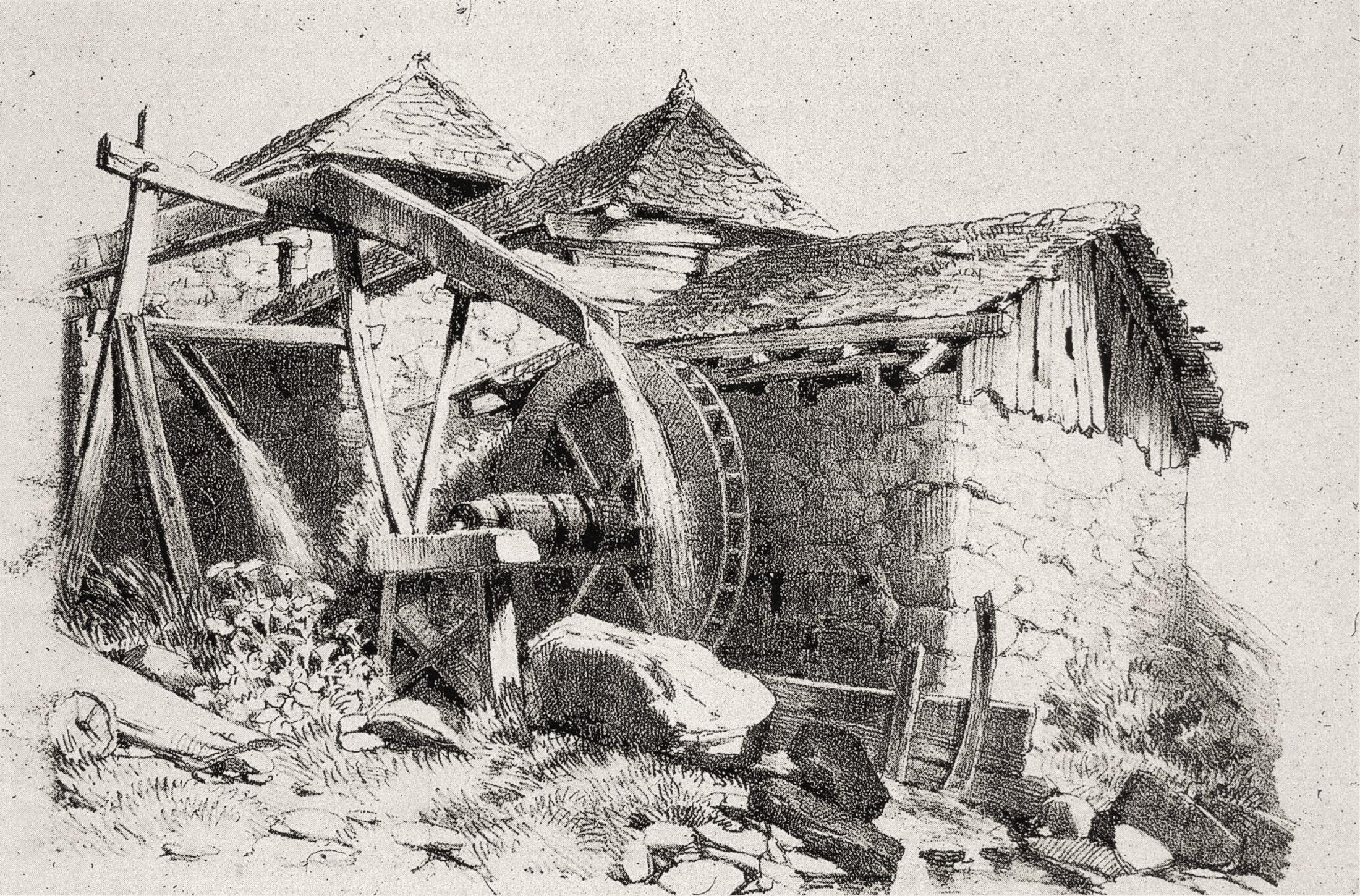
Il mulino a coppedello in un'incisione del XIX secolo

A Torreglia i mulini rifornivano l'intero abitato e appartenevano alla tipologia dei mulini a coppedello.
Questa tipologia rientra nella famiglia dei mulini terragni, e si presenta come un impianto posto su pendici collinari e dotato di una ruota che presentava delle "cassette" di legno o a "coppe", da qui il termine "a coppedello"; riempendosi d'acqua scendono verso il basso, azionando così la ruota che riusciva a girare anche in periodi di scarse precipitazioni.
Viene anche chiamato Mulin rotto o Mulino del maltempo perché il suo utilizzo era legato al Rio Calcina. 
La posizione strategica di questi edifici era legata anche ad una funzione di difesa e controllo del territorio, considerando la loro ubicazione a fondo valle e a salvaguardia del corso d'acqua.